# Yuriy Sisikin
Iouri Fiodorovitch Sissikine (en russe : Юрий Фёдорович Сисикин) est un escrimeur soviétique né le 15 mai 1937 à Saratov.

## Carrière
Iouri Sissikine dispute trois éditions des Jeux olympiques. En 1960, il remporte le titre olympique en fleuret par équipes et la médaille d'argent dans l'épreuve individuelle de fleuret. En 1964, il est sacré champion olympique de fleuret par équipes, et quatre ans plus tard, il obtient la médaille d'argent par équipes.